# Atienu
Atienu (em grego:  Αθηένου) é uma cidade localizada no distrito de Lárnaca, com população de 5,017 habitantes pelo censo de 2011.